# Fresnes-au-Mont
Fresnes-au-Mont é uma comuna francesa na região administrativa de Grande Leste, no departamento de Meuse. Estende-se por uma área de 15,89 km². Em 2010 a comuna tinha 173 habitantes (densidade: 10,9 hab./km²).